# Mike Wasko
Michael James „Mike“ Wasko (* 9. Juni 1964 in Bayonne, New Jersey) ist ein ehemaliger US-amerikanischer Bobsportler.
Wasko studierte an der Fairleigh Dickinson University und war gleichzeitig in der Leichtathletik, im Sprint und Hürdenlauf, aktiv. Auf Grund seiner Leistungen wurde er ins US-Bobteam berufen. Mit diesem nahm er 1988 an den Olympischen Winterspielen in Calgary teil. Mit dem Piloten Brent Rushlaw sowie den Anschiebern Hal Hoye und Bill White belegte er im Viererbob den vierten Rang. Im gleichen Jahr wurde er vom US-amerikanischen Bobverband als Sportler des Jahres ausgezeichnet.
Nach dem Ende seiner aktiven Karriere arbeitete Wasko als Lehrer und Schulleiter in New Hampshire und New Jersey.